# Fliete

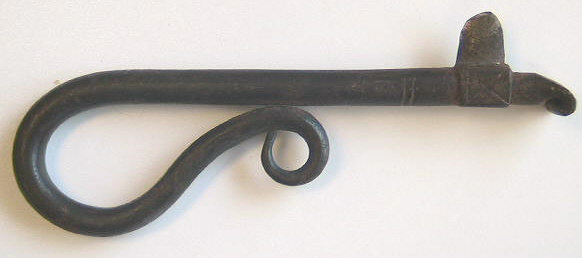
Frühe Fliete aus Eisen

Eine Fliete (Flieth, Flieten, Lasseisen), nach lat. flebotomum, ist ein Aderlass-Messer, ein speziell geformtes Messer, das die Bader im Mittelalter für die Ausführung des Aderlassens verwendeten. Als Flieten werden aber auch die klöppelähnlichen, vorne zugespitzten, kleinen Weberschiffchen für die Bildwirkerei bezeichnet. In der moselfränkischen Mundart der Region Trier werden frittierte Hähnchenflügel als Flieten bezeichnet.

## Beschaffenheit und Handhabung
Die Fliete besteht aus einem 12–15 cm langen, 1 cm breiten und 3–5 mm dicken eisernen Stiel, an dem 1–1,5 cm vor dem Ende im rechten Winkel eine herzförmige bis stumpf-lanzettförmige Klinge angesetzt ist. Die Klinge der Fliete wird über der Vene aufgelegt und mit einem Schlag auf die Rückseite mithilfe eines Schlegels durch die Haut getrieben.
Weitere Instrumente des Aderlasses sind die Lanzette und der Schnepper.